# Струтинський Роман Йосипович
Роман Йосипович Струтинський (нар.3 лютого 1949, Броварі, Бучацький район, Тернопільська область) — український політичний та адміністративний діяч.

## Життєпис
Народився 3 лютого 1949 року в с. Броварі Бучацького району Тернопільської області.
Закінчив історичний факультет Івано-Франківського педінституту (тепер Прикарпатський національний університет) ім. В.Стефаника (1972–1977 рр.) за фахом «вчитель історії і суспільствознавства».
Трудову діяльність розпочав інструктором Надвірнянського районного агентства «Союздрук» Івано-Франківської області в 1966 році. В органах державної виконавчої влади на різних посадах працює з 1973 року: старшим інструктором, понад 10 років секретарем Надвірнянського райвиконкому, з 1986 року — завідувачем організаційно-інструкторського відділу облвиконкому, завідувачем загального відділу облдержадміністрації, завідувачем організаційного відділу облдержадміністрації, заступником керівника секретаріату облдержадміністрації.
У квітні 1997 року призначений заступником голови обласної державної адміністрації, керівником апарату. Пізніше працював першим заступником Івано-Франківської ОДА, після Помаранчевої революції працював у ТзОВ «Меркурій Холдинг групп», м. Калуш.
Станом на 2015 Роман Йовипович є депутатом Івано-Франківської обласної ради (обраний у багатомандатному окрузі. Український народний блок Костенка і Плюща. Обласна організація Української Народної партії. Порядковий номер у списку 9), заступник голови — керівник апарату Івано-Франківської обласної державної адміністрації.

## Нагороди та відзнаки
- Почесна Грамота Президії Верховної Ради України (1986)
- орден «За заслуги» III ступеня (1998)
- медалль Головного управління державної служби України «За сумлінну працю» (2001)
- почесне звання «Заслужений працівник культури»